# Alexander Rödiger
Alexander Rödiger, né le 14 mai 1985 à Eisenach, est un bobeur allemand.

## Palmarès

### Jeux olympiques
- Jeux olympiques d'hiver de 2010 à Vancouver ( Canada) :
  -  Médaille d'argent en bob à 4
- Jeux olympiques d'hiver de 2018 à Pyeongchang ( Corée du Sud) :
  -  Médaille d'argent en bob à 4

### Championnats monde
- Médaille d'or en 2013 en bob à 4
- Médaille d'or en 2015 en bob à 4
- Médaille d'argent en 2009 en bob à 4
- Médaille d'argent en 2012 en bob à 4

### Coupe du monde
- 25 podiums  : 
  - en bob à 4 : 9 victoires, 9 deuxièmes places et 7 troisièmes places.

#### Détails des victoires en Coupe du monde
| Édition   | Bob à 2 | Bob à 4                |
| 2011-2012 |         | Altenberg Saint-Moritz |
| 2012-2013 |         | Altenberg Igls         |
| 2013-2014 |         | Winterberg x2          |
| 2014-2015 |         | Königssee              |
| 2017-2018 |         | Königssee              |
| 2018-2019 |         | Winterberg             |